# Rue Thiers (Bernay, Eure)
Pour les articles homonymes, voir Rue Thiers et Thiers (homonymie).
La rue Thiers est une voie de la commune française de Bernay.

## Situation et accès
Il s'agit de l'artère principale de la ville, composée de 86 numéros pairs et impairs, se situant dans le prolongement de la rue du Général-de-Gaulle après le croisement avec la rue Gaston-Felloppe, et devient la rue du Général-Leclerc une fois passé la rue Thomas-Lindet (à gauche) et la rue Pierre-Assé (à droite). 

## Origine du nom
Elle porte le nom de Adolphe Thiers (1797-1877), homme politique français et figure majeure de la Troisième République

## Historique
La rue a successivement été nommée Grande Rue aux Juifs, puis Grande Rue, puis rue du Commerce et enfin rue Thiers, et est large d'environ 7,50 mètres. Entre 1807 et 1851, la rue comprenait 112 maisons.

## Bâtiments remarquables et lieux de mémoire
La rue est abondamment bordée de maisons à pans de bois, notamment celle du no 6 qui date du (XVIe siècle) et qui est classée monument historique depuis 1933 ; par ailleurs, la rue comprend, entre autres, l'église Sainte-Croix et l'office du tourisme au no 29.

Elle concentre à elle seule 13 références sur 88 au titre de l'inventaire général du patrimoine culturel de la ville :
- no 4 et 6, Maison[3] XVIe siècle
- no 6, Maison[4]  Inscrit MH
- no 8, Maison[5] XVIIIe siècle
- no 9, Maison[6]  Inscrit MH (1932)
- no 9, Hôtel de ville[7] XVIe et XVIIe siècles
- no 31, Maison[8] XVIe siècle
- no 34, Maison[9] XVIe siècle
- no 48, Maison[10] XVIe siècle
- no 49, Maison[11] XVIIe siècle
- no 50, Maison[12] XVIIIe siècle
- no 52, Maison[13] XVIIIe siècle
- no 81 et 83, Couvent, collège d'Augustines[14] XVIIIe siècle (pour mémoire car détruit)
- no 83, Maison[15] 1929